# Zoegeman
Le zoegeman (zoegemanneke, zageman ou zagmanneke) est une petite figurine plate, représentant un scieur de long tenant son énorme instrument,  appartenant au patrimoine bruxellois. 
Le zoegeman est emblématique de l’ancienne façon de vivre bruxelloise, par le pragmatisme et la désinvolture que représente sa fonction.

## Origine du nom

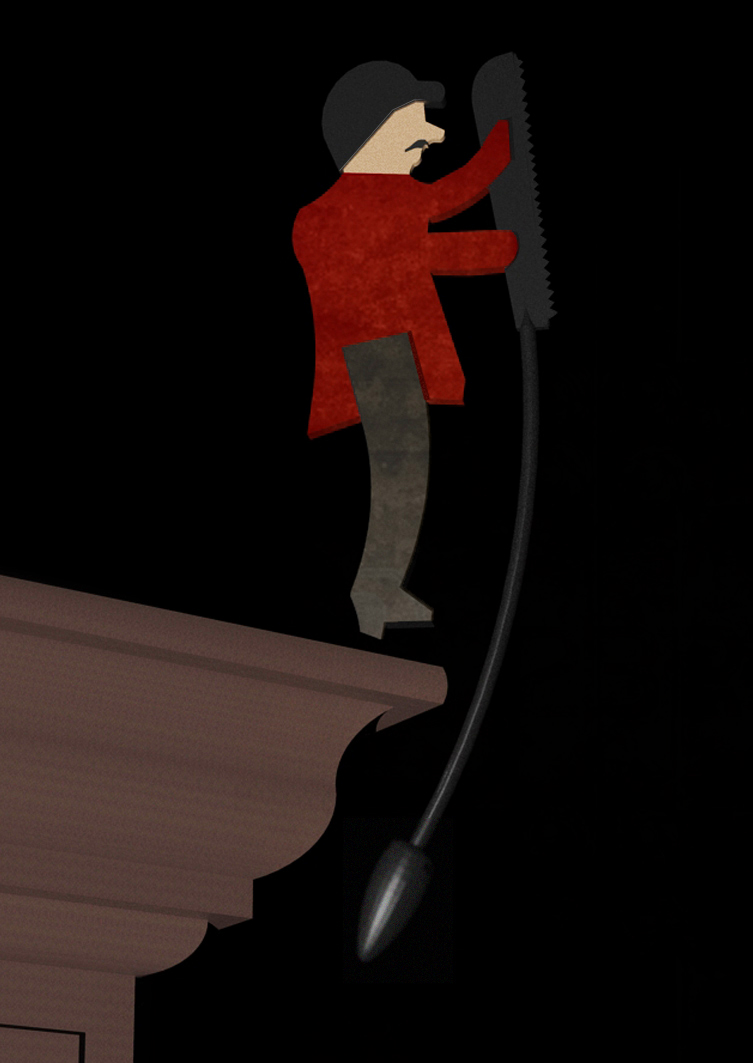
Autre modèle.

Zoege signifie scie en bruxellois (dérivé du néerlandais zaag), et man ou manneke signifie homme, petit homme, bonhomme (comme dans Manneken-Pis),.

## Utilisation
Le zoegeman était autrefois[Quand ?] utilisé par le tenancier (le baas ou baes) des kavitjes (cafés de petite envergure) et autres estaminets bruxellois pour indiquer à un habitué, souvent affaibli par l'alcool, qui se laisse aller à un discours sempiternel, qu'il commence à scier les nerfs des occupants du lieu. La figurine, formée d'un petit bonhomme tenant une longue scie savamment contrebalancée, est posée sur ses deux pieds au bord du comptoir et, aidée par un petit coup dans le dos, se met à balancer, donnant l'illusion de scier,.
La plupart des zoegemanneken, très courants à une certaine époque, étaient fabriqués dans une tôle dont les différents morceaux étaient assemblés par rivetage ; l'ensemble était peint et laqué.
Au début du XXIe siècle, cette tradition semble avoir totalement disparu des établissements de boisson, et le zoegeman est devenu, au mieux, un objet de collection pour de rares connaisseurs, sinon un curieux artéfact à l'allure inexplicable pour les badauds qui peuvent être amenés à en rencontrer sur les brocantes.